# Opération Uzice

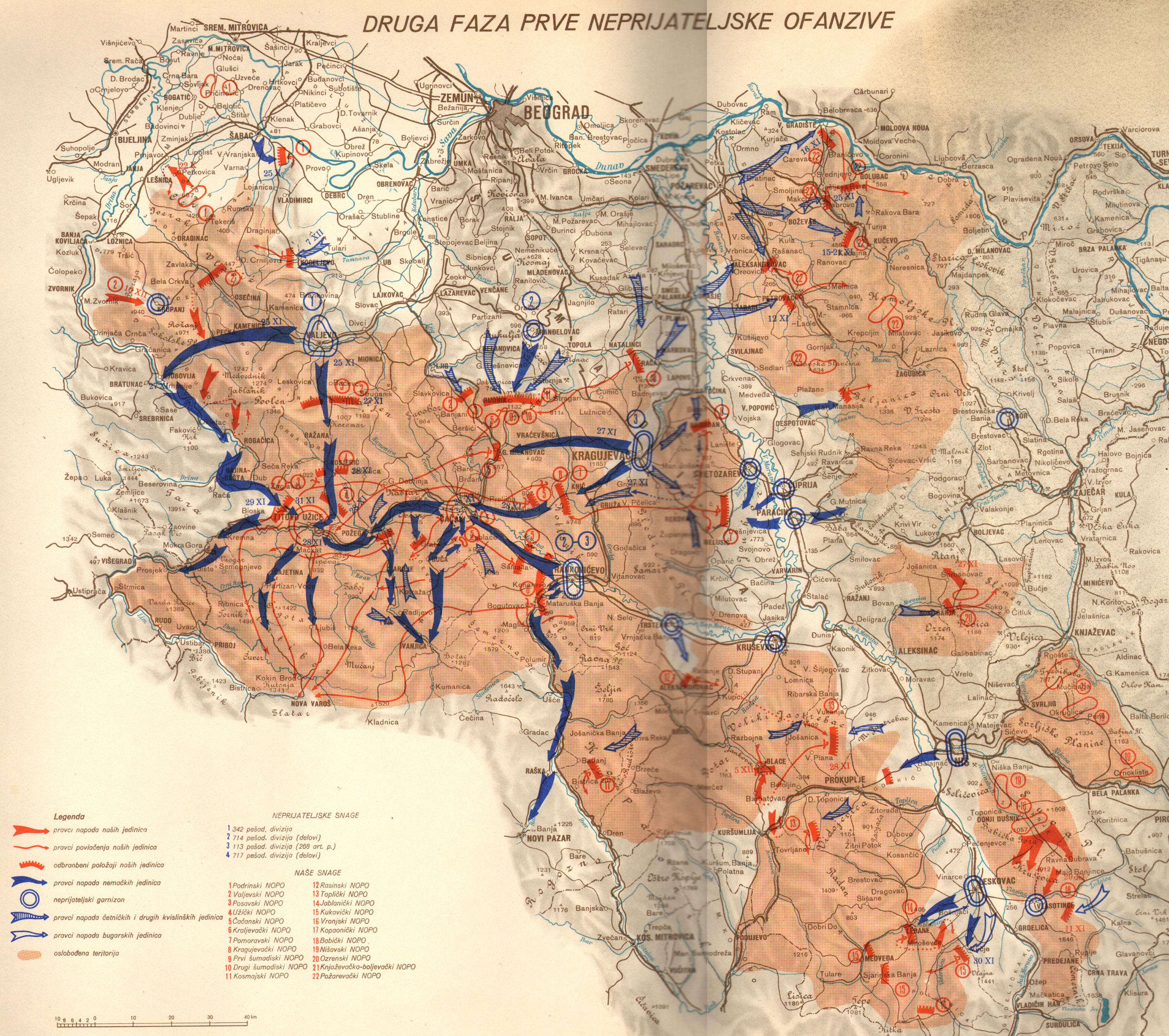
Carte des mouvements de troupes de l'opération Uzice. Les taches rouges sont les zones de soulèvement yougoslaves.

L'opération Uzice est la première grande opération répressive menée par la Wehrmacht sur le territoire occupé du royaume de Yougoslavie pendant la Seconde Guerre mondiale. Portant le nom de la ville d'Užice, l'opération vise à vaincre la république d'Užice, un des plusieurs territoires libérés par les Partisans. Les forces de sécurité du régime fantoche de Milan Nedić, établi par les nazis, participent également à l'offensive.